# Kartingowe mistrzostwa świata
Kartingowe mistrzostwa świata, oficj. FIA Karting Championship – zawody mające na celu wyłonienie najlepszego kierowcy kartingowego na świecie, organizowane od 1959 roku. Od 1964 roku organizatorem mistrzostw jest CIK

## Historia
Pierwszy gokart został zbudowany w 1956 roku w Stanach Zjednoczonych, a trzy lata później nastąpiło zwiększone zainteresowanie tymi pojazdami w Europie. Ponadto w roku 1959 zorganizowano w Nassau pierwsze zawody określane jako mistrzostwa świata – wygrał je Jim Yamane. W 1960 roku odbyły się pierwsze wyścigi gokartów w Europie (we Włoszech, w Niemczech, Danii, Belgii, Holandii, Luksemburgu, Irlandii, Hiszpanii, Szwajcarii i Polsce), a rok później na torze Pista Rossa w Mediolanie zorganizowano zawody o nazwie „mistrzostwa świata”.
W 1962 roku FIA powołała CIK – Międzynarodową Komisję Kartingową. Komisja ta w roku powstania rozpoczęła organizację Pucharu Narodów, zaś w 1964 zorganizowała pierwsze mistrzostwa świata. Miały one miejsce na torze Pista d’Oro w Rzymie, a wygrał Guido Sala przed Ugo Cancellierim i Oscarem Costantinim. W 1966 roku rozszerzono mistrzostwa na cykl trzech wyścigów. Zwyciężyła wówczas jako jedyna kobieta w historii Susanna Raganelli. W sezonie 1968 CIK powołał Puchar Juniorów, który wówczas zdobył Amedeo Pacitto. W 1970 roku powrócono do organizacji mistrzostw jako jednej rundy. W 1978 roku Lake Speed został pierwszym kierowcą spoza Europy, który został kartingowym mistrzem świata pod egidą CIK. Rok później identyczną liczbę punktów uzyskali Peter Koene i Ayrton Senna, jednak CIK przyznał tytuł Holendrowi. W 1981 roku zwiększono pojemność silnika topowej kategorii do 135 cm³, określając ją jako Formuła K. Z uwagi na niewielkie zainteresowanie producentów oraz wykorzystywanie tych silników w nielicznych zawodach, CIK zadecydował o powrocie do jednostek 100 cm³ od 1990 roku. W sezonie 1983 Patrick Dias używał innowacyjnych opon radialnych Michelin, jednak trzeci tytuł z rzędu zdobył wówczas Mike Wilson.
W 1986 roku CIK wprowadził obowiązkowe sekcje boczne w gokartach. Mistrzostwa, które odbywały się wówczas w Jacksonville, zakończyły się fiaskiem, kiedy to większość europejskich kierowców uznała tor za niebezpieczny i odmówiła udziału. Zawodnicy zostali ukarani sześciomiesięczną dyskwalifikacją, a mistrzostwo zdobył Augusto Ribas. W sezonie 1989 Mike Wilson ustanowił rekord sześciu tytułów mistrza świata. W sezonie 1994 mistrzostwa po raz pierwszy zorganizowano w Ameryce Południowej – w Córdobie. W latach 2001–2002 mistrzostwa odbywały się na pięciu obiektach. W sezonie 2007 wprowadzono silniki KF o pojemności 125 cm³.

## Mistrzowie
Kursywą oznaczono edycje nieorganizowane przez CIK.
| Sezon | Kierowca             | Gokart        | Silnik     | Klasa   |
| ----- | -------------------- | ------------- | ---------- | ------- |
| 1959  | Jim Yamane           | Yamane        | McCulloch  | 200 cm³ |
| 1960  | Robert Allen         | X-Terminator  | McCulloch  | 200 cm³ |
| 1961  | Giulio Pernigotti    | Italkart      | McCulloch  | 200 cm³ |
| 1964  | Guido Sala           | Tecno         | Parilla    | 100 cm³ |
| 1965  | Guido Sala           | Tecno         | BM         | 100 cm³ |
| 1966  | Susanna Raganelli    | Tecno         | Parilla    | 100 cm³ |
| 1967  | Edgardo Rossi        | Birel         | Parilla    | 100 cm³ |
| 1968  | Tomas Nilsson        | Robardie      | BM         | 100 cm³ |
| 1969  | François Goldstein   | Robardie      | Parilla    | 100 cm³ |
| 1970  | François Goldstein   | Robardie      | Parilla    | 100 cm³ |
| 1971  | François Goldstein   | Taifun        | Parilla    | 100 cm³ |
| 1972  | François Goldstein   | Taifun        | Parilla    | 100 cm³ |
| 1973  | Terry Fullerton      | Birel         | Komet      | 100 cm³ |
| 1974  | Riccardo Patrese     | Birel         | Komet      | 100 cm³ |
| 1975  | François Goldstein   | BM            | BM         | 100 cm³ |
| 1976  | Felice Rovelli       | BM            | BM         | 100 cm³ |
| 1977  | Felice Rovelli       | BM            | BM         | 100 cm³ |
| 1978  | Lake Speed           | Birel         | Parilla    | 100 cm³ |
| 1979  | Peter Koene          | Dap           | Dap        | 100 cm³ |
| 1980  | Peter de Bruijn      | Swiss Hutless | Parilla    | 100 cm³ |
| 1981  | Mike Wilson          | Birel         | Komet      | 135 cm³ |
| 1982  | Mike Wilson          | Birel         | Komet      | 135 cm³ |
| 1983  | Mike Wilson          | Birel         | Komet      | 135 cm³ |
| 1984  | Jörn Haase           | Kali          | Komet      | 135 cm³ |
| 1985  | Mike Wilson          | Birel         | Komet      | 135 cm³ |
| 1986  | Augusto Ribas        | Birel         | Komet      | 135 cm³ |
| 1987  | Giampiero Simoni     | PCR           | PCR        | 135 cm³ |
| 1988  | Mike Wilson          | CRG           | Komet      | 135 cm³ |
| 1989  | Mike Wilson          | CRG           | Komet      | 135 cm³ |
| 1990  | Jan Magnussen        | CRG           | Rotax      | 100 cm³ |
| 1991  | Jarno Trulli         | Allkart       | Parilla    | 100 cm³ |
| 1992  | Danilo Rossi         | CRG           | Rotax      | 100 cm³ |
| 1993  | Nicola Gianniberti   | Haase         | Rotax      | 100 cm³ |
| 1994  | Alessandro Manetti   | CRG           | Rotax      | 100 cm³ |
| 1995  | Massimiliano Orsini  | Swiss Hutless | Italsistem | 100 cm³ |
| 1996  | Johnny Mislijevic    | Tony Kart     | Vortex     | 100 cm³ |
| 1997  | Danilo Rossi         | CRG           | CRG        | 100 cm³ |
| 1998  | Davide Forè          | Tony Kart     | Vortex     | 100 cm³ |
| 1999  | Danilo Rossi         | CRG           | CRG        | 100 cm³ |
| 2000  | Davide Forè          | Tony Kart     | Vortex     | 100 cm³ |
| 2001  | Vitantonio Liuzzi    | CRG           | Maxter     | 100 cm³ |
| 2002  | Giedo van der Garde  | CRG           | Maxter     | 100 cm³ |
| 2003  | Wade Cunningham      | CRG           | Maxter     | 100 cm³ |
| 2004  | Davide Forè          | Tony Kart     | Vortex     | 100 cm³ |
| 2005  | Oliver Oakes         | Gillard       | Parilla    | 100 cm³ |
| 2006  | Davide Forè          | Tony Kart     | Vortex     | 100 cm³ |
| 2007  | Marco Ardigò         | Tony Kart     | Vortex     | 125 cm³ |
| 2008  | Marco Ardigò         | Tony Kart     | Vortex     | 125 cm³ |
| 2009  | Arnaud Kozlinski     | CRG           | Maxter     | 125 cm³ |
| 2010  | Nyck de Vries        | Zanardi       | Parilla    | 125 cm³ |
| 2011  | Nyck de Vries        | Zanardi       | Parilla    | 125 cm³ |
| 2012  | Flavio Camponeschi   | Tony Kart     | Vortex     | 125 cm³ |
| 2013  | Tom Joyner           | Zanardi       | IAME       | 125 cm³ |
| 2014  | Lando Norris         | FA Kart       | Vortex     | 125 cm³ |
| 2015  | Karol Basz           | Kosmic        | Vortex     | 125 cm³ |
| 2016  | Pedro Hiltbrand      | CRG           | Parilla    | 125 cm³ |
| 2017  | Danny Keirle         | Zanardi       | Parilla    | 125 cm³ |
| 2018  | Lorenzo Travisanutto | Kart Republic | Parilla    | 125 cm³ |
| 2019  | Lorenzo Travisanutto | Kart Republic | Parilla    | 125 cm³ |